# Championnat canadien de soccer 2017
Navigation
Édition précédente Édition suivante
Le Championnat canadien de soccer 2017 (officiellement appelé Championnat canadien Amway 2017), est la dixième édition du Championnat canadien, un tournoi canadien de soccer organisé par l'Association canadienne de soccer. 
Le tournoi vise à déterminer le club qui participe au championnat continental des clubs de la CONCACAF : la Ligue des champions de la CONCACAF. La compétition se tient en 2017 dans les villes de Montréal, Toronto, Edmonton, Ottawa et Vancouver. Les trois équipes canadiennes de la MLS (l'Impact de Montréal, le Toronto FC et les Whitecaps de Vancouver) participent à ce championnat ainsi que le FC Edmonton, équipe de NASL et le Fury d'Ottawa, formation de USL, toutes deux en seconde division nord-américaine.
La Coupe des Voyageurs est remise au gagnant à l'issue du tournoi.

## Compétition

### Règlement
Depuis l'édition 2011, le championnat se déroule sous la forme de tournoi avec demi-finales et finale en match aller-retour avec match retour chez la meilleure tête de série. En revanche, l'ordre de réception des rencontres lors de la finale sera à la guise de l'équipe la mieux classée. Pour la quatrième fois d'affilée, deux équipes de divisions inférieures - NASL et USL - sont présentes avec respectivement le FC Edmonton et le Fury d'Ottawa, dans le cadre d'un tour préliminaire en rencontres aller-retour. L'ordre des rencontres est déterminé par le classement en ligue de chacune des équipes l'année précédente. Ainsi, le Toronto FC est classé numéro 1 (5e de MLS), l'Impact de Montréal est numéro 2 (11e de MLS) et les Whitecaps de Vancouver sont numéro 3 (16e de MLS).
Encore une fois, l'équipe qui marquera le plus de buts sur les deux rencontres de la finale sera sacrée championne. Néanmoins, initialement, pour obtenir le droit de représenter le Canada à l'édition 2017-2018 de la Ligue des champions de la CONCACAF, le vainqueur affrontera le Toronto FC, vainqueur de l'édition 2016 au BMO Field le 8 août. Avec sa victoire finale, Toronto est donc automatiquement qualifié pour la prochaine Ligue des champions.

### Tableau
|  | Tour préliminaire      | Tour préliminaire      | Tour préliminaire          | Tour préliminaire          |                  |                | Demi-finales      | Demi-finales      | Demi-finales      | Demi-finales      |  |  | Finale             | Finale             | Finale             | Finale             |
|  |                        |                        |                            |                            |                  |                |                   |                   |                   |                   |  |  |                    |                    |                    |                    |
|  |                        |                        |                            |                            |                  |                | 23 et 31 mai 2017 | 23 et 31 mai 2017 | 23 et 31 mai 2017 | 23 et 31 mai 2017 |  |  | 21 et 27 juin 2017 | 21 et 27 juin 2017 | 21 et 27 juin 2017 | 21 et 27 juin 2017 |
|  |                        |                        |                            |                            |                  |                | 23 et 31 mai 2017 | 23 et 31 mai 2017 | 23 et 31 mai 2017 | 23 et 31 mai 2017 |  |  | 21 et 27 juin 2017 | 21 et 27 juin 2017 | 21 et 27 juin 2017 | 21 et 27 juin 2017 |
|  |                        |                        |                            |                            |                  |                | 23 et 31 mai 2017 | 23 et 31 mai 2017 | 23 et 31 mai 2017 | 23 et 31 mai 2017 |  |  | 21 et 27 juin 2017 | 21 et 27 juin 2017 | 21 et 27 juin 2017 | 21 et 27 juin 2017 |
|  |                        |                        |                            |                            |                  |                | 23 et 31 mai 2017 | 23 et 31 mai 2017 | 23 et 31 mai 2017 | 23 et 31 mai 2017 |  |  | 21 et 27 juin 2017 | 21 et 27 juin 2017 | 21 et 27 juin 2017 | 21 et 27 juin 2017 |
|  |                        |                        |                            |                            |                  |                | 23 et 31 mai 2017 | 23 et 31 mai 2017 | 23 et 31 mai 2017 | 23 et 31 mai 2017 |  |  | 21 et 27 juin 2017 | 21 et 27 juin 2017 | 21 et 27 juin 2017 | 21 et 27 juin 2017 |
|  | (1) Toronto FC         | (1) Toronto FC         | 1                          | 4                          |                  |                |                   |                   |                   |                   |  |  | 21 et 27 juin 2017 | 21 et 27 juin 2017 | 21 et 27 juin 2017 | 21 et 27 juin 2017 |
|  | (1) Toronto FC         | (1) Toronto FC         | 1                          | 4                          | 3 et 10 mai 2017 |                |                   |                   |                   |                   |  |  | 21 et 27 juin 2017 | 21 et 27 juin 2017 | 21 et 27 juin 2017 | 21 et 27 juin 2017 |
|  |                        |                        | (4) Fury d'Ottawa          | (4) Fury d'Ottawa          | 2                | 0              |                   |                   |                   |                   |  |  | 21 et 27 juin 2017 | 21 et 27 juin 2017 | 21 et 27 juin 2017 | 21 et 27 juin 2017 |
|  | FC Edmonton            | FC Edmonton            | (4) Fury d'Ottawa          | (4) Fury d'Ottawa          | 2                | 0              | 0                 | 2                 |                   |                   |  |  | 21 et 27 juin 2017 | 21 et 27 juin 2017 | 21 et 27 juin 2017 | 21 et 27 juin 2017 |
|  | FC Edmonton            | FC Edmonton            | 23 et 30 mai 2017          |                            |                  |                | 0                 | 2                 |                   |                   |  |  | 21 et 27 juin 2017 | 21 et 27 juin 2017 | 21 et 27 juin 2017 | 21 et 27 juin 2017 |
|  | Fury d'Ottawa          | Fury d'Ottawa          | 1                          | 3                          |                  |                |                   |                   |                   |                   |  |  | 21 et 27 juin 2017 | 21 et 27 juin 2017 | 21 et 27 juin 2017 | 21 et 27 juin 2017 |
|  | Fury d'Ottawa          | Fury d'Ottawa          | 1                          | 3                          | (1) Toronto FC   | (1) Toronto FC | 1                 | 2                 |                   |                   |  |  |                    |                    |                    |                    |
|  |                        |                        |                            |                            | (1) Toronto FC   | (1) Toronto FC | 1                 | 2                 |                   |                   |  |  |                    |                    |                    |                    |
|  |                        |                        | (2) Impact de Montréal     | (2) Impact de Montréal     | 1                | 1              |                   |                   |                   |                   |  |  |                    |                    |                    |                    |
|  |                        |                        |                            |                            | 1                | 1              |                   |                   |                   |                   |  |  |                    |                    |                    |                    |
|  |                        |                        |                            |                            |                  |                |                   |                   |                   |                   |  |  |                    |                    |                    |                    |
|  |                        |                        |                            |                            |                  |                |                   |                   |                   |                   |  |  |                    |                    |                    |                    |
|  | (2) Impact de Montréal | (2) Impact de Montréal | 1                          | 4                          |                  |                |                   |                   |                   |                   |  |  |                    |                    |                    |                    |
|  | (2) Impact de Montréal | (2) Impact de Montréal | 1                          | 4                          |                  |                |                   |                   |                   |                   |  |  |                    |                    |                    |                    |
|  |                        |                        | (3) Whitecaps de Vancouver | (3) Whitecaps de Vancouver | 2                | 2              |                   |                   |                   |                   |  |  |                    |                    |                    |                    |
|  |                        |                        |                            |                            | 2                | 2              |                   |                   |                   |                   |  |  |                    |                    |                    |                    |
|  |                        |                        |                            |                            |                  |                |                   |                   |                   |                   |  |  |                    |                    |                    |                    |
|  |                        |                        |                            |                            |                  |                |                   |                   |                   |                   |  |  |                    |                    |                    |                    |
|  |                        |                        |                            |                            |                  |                |                   |                   |                   |                   |  |  |                    |                    |                    |                    |
|  |                        |                        |                            |                            |                  |                |                   |                   |                   |                   |  |  |                    |                    |                    |                    |

### Détail des matchs

#### Tour préliminaire
| 3 mai 2017 | Fury d'Ottawa                              | 1 - 0 | FC Edmonton              | Stade TD Place, Ottawa                       |                                              |
|            | Edward 19e · dos Santos 70e · Williams 89e |       | 19e Sansara · 37e Shiels | Spectateurs : 2 567 Arbitrage : Juan Marquez | Spectateurs : 2 567 Arbitrage : Juan Marquez |
|            | Rapport                                    |       |                          | Spectateurs : 2 567 Arbitrage : Juan Marquez | Spectateurs : 2 567 Arbitrage : Juan Marquez |

| 10 mai 2017 | FC Edmonton                                                                  | 2 - 3 | Fury d'Ottawa                                                        | Clarke Stadium, Edmonton                    |                                             |
|             | Keegan 30e · Zebie 52e · Nyassi 61e · Diakite 62e · Diakite 67e · Ameobi 74e |       | 1re Seoane · 37e Dos Santos · 87e McEleney · 90+4e (pen.) Dos Santos | Spectateurs : 2 591 Arbitrage : David Barne | Spectateurs : 2 591 Arbitrage : David Barne |
|             | Rapport                                                                      |       |                                                                      | Spectateurs : 2 591 Arbitrage : David Barne | Spectateurs : 2 591 Arbitrage : David Barne |

#### Demi-finales
| 23 mai 2017 | Fury d'Ottawa                                 | 2 - 1 | Toronto FC                                              | Stade TD Place, Ottawa                              |                                                     |
|             | Williams 57e (pen.) · Seoane 72e · Seoane 78e |       | 35e Cheyrou · 56e Taintor · 86e Edwards · 90+2e Edwards | Spectateurs : 7 611 Arbitrage : Pierre-Luc Lauzière | Spectateurs : 7 611 Arbitrage : Pierre-Luc Lauzière |
|             | Rapport                                       |       |                                                         | Spectateurs : 7 611 Arbitrage : Pierre-Luc Lauzière | Spectateurs : 7 611 Arbitrage : Pierre-Luc Lauzière |

| 31 mai 2017 | Toronto FC                                                | 4 - 0 | Fury d'Ottawa | BMO Field, Toronto                            |                                               |
|             | Edward 41e (csc) · Endoh 42e · Delgado 80e · Giovinco 85e |       |               | Spectateurs : 15 175 Arbitrage : Geoff Gamble | Spectateurs : 15 175 Arbitrage : Geoff Gamble |
|             | Rapport                                                   |       |               | Spectateurs : 15 175 Arbitrage : Geoff Gamble | Spectateurs : 15 175 Arbitrage : Geoff Gamble |

| 23 mai 2017 | Whitecaps de Vancouver    | 2 - 1 | Impact de Montréal | BC Place, Vancouver                           |                                               |
|             | Davies 13e · Mezquida 33e |       | 62e Choinière      | Spectateurs : 16 831 Arbitrage : Drew Fischer | Spectateurs : 16 831 Arbitrage : Drew Fischer |
|             | Rapport                   |       |                    | Spectateurs : 16 831 Arbitrage : Drew Fischer | Spectateurs : 16 831 Arbitrage : Drew Fischer |

| 30 mai 2017 | Impact de Montréal                                                                                                | 4 - 2 | Whitecaps de Vancouver              | Stade Saputo, Montréal                        |                                               |
|             | Piatti 20e (pen.) · Piatti 28e (pen.) · Džemaili 38e · Donadel 43e · Jackson-Hamel 61e · Duvall 80e · Ciman 90+3e |       | 19e Richey · 59e Davies · 77e Greig | Spectateurs : 15 213 Arbitrage : David Barrie | Spectateurs : 15 213 Arbitrage : David Barrie |
|             | Rapport |       |                                     | Spectateurs : 15 213 Arbitrage : David Barrie | Spectateurs : 15 213 Arbitrage : David Barrie |

#### Finale
| 21 juin 2017 | Impact de Montréal | 1 - 1 | Toronto FC   | Stade Saputo, Montréal                           |                                                  |
| 19h30        | Mancosu 19e        |       | 30e Altidore | Spectateurs : 14 329 Arbitrage : Silviu Petrescu | Spectateurs : 14 329 Arbitrage : Silviu Petrescu |
| 19h30        | Rapport            |       |              | Spectateurs : 14 329 Arbitrage : Silviu Petrescu | Spectateurs : 14 329 Arbitrage : Silviu Petrescu |

| 27 juin 2017 | Toronto FC         | 2 - 1 | Impact de Montréal | BMO Field, Toronto                            |                                               |
| 19h30        | Giovinco 53e 90+5e |       | 36e Tabla          | Spectateurs : 26 539 Arbitrage : David Gantar | Spectateurs : 26 539 Arbitrage : David Gantar |
| 19h30        | Rapport            |       |                    | Spectateurs : 26 539 Arbitrage : David Gantar | Spectateurs : 26 539 Arbitrage : David Gantar |